# Salle des Moscovites du château de Königsberg

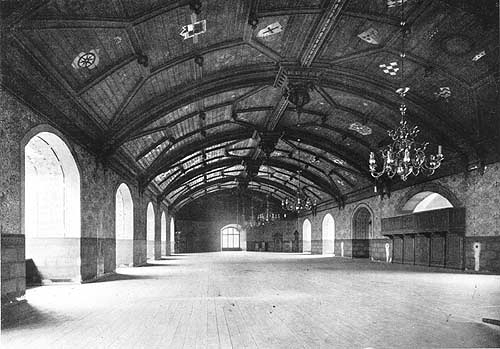
La Salle des Moscovites du Château de Königsberg

La Salle des Moscovites, avec ses imposantes dimensions (82 x 18 x 6 m), fut après son achèvement et pour une longue période, la plus grande salle d'Allemagne. Située au-dessus de l'Église du Château, elle faisait partie du Château de Königsberg.

## Histoire
Le Margrave Georges-Frédéric Ier qui prit les fonctions de régent du duché de Prusse en 1578 au nom du jeune Duc Albert-Frédéric, voulait édifier au sein du Château, une église ainsi qu'une grande salle pour les fêtes et les réceptions du duché. La construction fut entamée en 1584 par Blasius Berwart (de), ingénieur du bâtiment originaire de Stuttgart poursuivi par le maître tailleur de pierre Michel jusqu'en 1587 et achevé par Hans Wismar en 1593. C'est ainsi que fut érigée l'église du château à double nef, flanquée de deux puissantes tour rondes et surmontée du sud au nord de la gigantesque Salle des Moscovites (Moscowitersaal en allemand). Celle-ci fut finalement inaugurée en 1594.
C'est là que dès l'achèvement des travaux, furent célébrées les noces du Prince héritier (Kronprinz) de Brandebourg Jean Sigismond et d'Anne de Prusse, la fille du Duc Albert Frédéric et c'est également ici que se déroula le banquet de couronnement du premier Roi prussien, Frédéric Ier.
Cette grande salle fut plus tard désignée sous l'appellation « Salle des Moscovites », nom qu'elle conservera jusqu'à sa destruction, sans jamais avoir hébergé une quelconque légation moscovite ni même le Tsar Pierre le Grand, comme une tradition ultérieure crut devoir expliquer (la légende veut que ce soit à la suite des séjours du Tsar Pierre Ier de Russie à ¨Königsberg en 1711, 1712 et 1713 au cours desquels il aurait été hébergé dans cette salle, que la dénomination de Salle des Moscovites aurait été instituée). Dans la description de la prestation de serment de 1690, ainsi que dans le la description du couronnement de 1701 par Johann von Besser (Preussische Krönungsgeschichte p. 49), cette salle est simplement décrite comme « la grande salle au-dessus de l'Église » aucun élément ultérieur ne permet de déterminer l'origine de l'appellation de Salle des Moscovites. Avant la construction de l'aile ouest, qui correspond à l'Église du Château, certains écrits relatent des faits ou événements de la fin du XVIe siècle impliquant un « appartement moscovite » dans l'aile nord. Il est probable, selon Karl Faber que cet appartement a hébergé en 1516 les légats de Moscou, à l'époque ou le Grand-Maître de l'Ordre Teutonique Albert de Brandebourg s'engageait dans une alliance avec le Grand Duc Vassili III de Moscou contre le roi de Pologne. Le nom de ces appartements aurait par la suite été transféré pour des raisons inexpliquées à la grande salle surplombant l'Église.
À l'origine, la salle possédait un plafond à caisson au-dessus duquel se trouvait un grenier. Les murs quant à eux, étaient couverts de peintures représentant la généalogie de la Maison de Brandebourg-Ansbach, œuvre du peintre de la cour Hans Henneberger (pl) (frère de l'historien et cartographe Caspar Hennenberger (de)). Fortement usées dès le début du 18e, ces peintures furent recouvertes lors des travaux de restauration entrepris en 1786.
C'est également dans cette salle qu'en 1798, le jeune couple royal reçut à l'occasion d'un bal, 3 000 convives installés à de grandes tablées et servies par des jeunes filles de Mazurie et des cordons littoraux de la Baltique, ce que la Reine Louise trouva « charmant ».
En 1840 la salle fut assortie de grandes fenêtres à arc segmentaire par l'architecte Friedrich August Stüler. À l'occasion du 300e anniversaire de l'université en 1844, un bal fut donné pour les étudiants dans la salle.

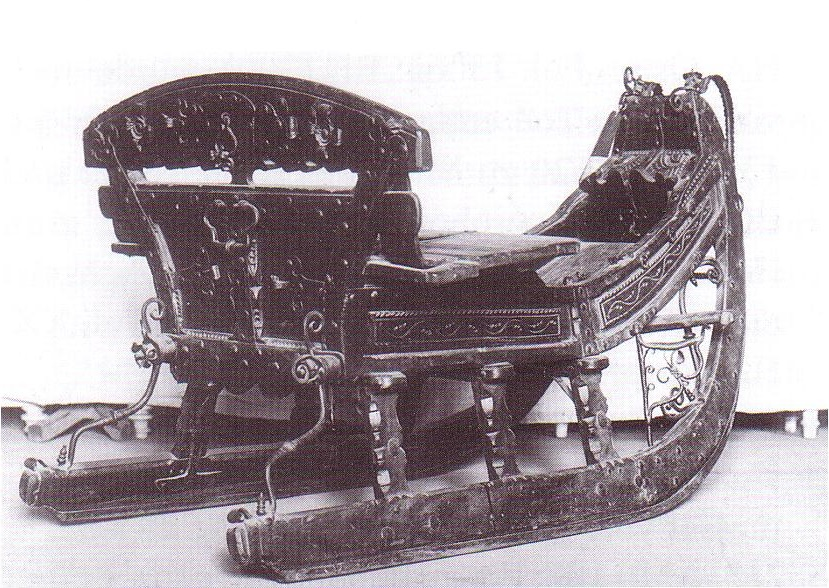
Traîneau courlandais de Prince-électeur

En 1877, le plafond à caissons fut remplacé par un plafond de bois en arc segmentaire. Ce faisant, en récupérant ainsi l'espace anciennement occupé par le grenier, la salle fut agrandie. Pour la célébration des fêtes du centenaire du soulèvement prussien, l'Empereur Guillaume II fit organiser un banquet dans cette salle le 5 février 1913.
En 1924, la salle fut reprise par le Musée Prussia (de). Des objets de la gloire militaire de l'Armée prussienne y furent exposés. Parmi les pièces célèbres et disparues se trouvaient :
- Le traîneau courlandais du Grand Prince-électeur (titre spécifique de l'électeur de Brandebourg à partir de 1675) utilisé lors de la Grande course sur la Lagune de Courlande (en)
- L'armure d'Albert de Brandebourg
- Les drapeaux des régiments de l'Armée prussienne

## Sources et bibliographie
- (de) Cet article est partiellement ou en totalité issu de l’article de Wikipédia en allemand intitulé « Moskowitersaal » (voir la liste des auteurs).
- (de) Robert Albinus: Königsberg-Lexikon. Stadt und Umgebung. éd. Flechsig, Würzburg 2002,  (ISBN 3-88189-441-1)
- (de) Richard Armstedt: Geschichte der königlichen Haupt- und Residenzstadt Königsberg in Preussen. éd. Hobbing & Büchle, Stuttgart 1899 (Deutsches Land und Leben in Einzelschilderung. 2, Städtegeschichten), (réédition : éd. Melchior-Verlag, Wolfenbüttel 2006,  (ISBN 3-939102-70-9) (bibliothèque historique))
- (de) Fritz Grause: Die Geschichte der Stadt Königsberg in Preussen. 3 tomes. 2e/3e édition complétées. Böhlau, Cologne 1996  (ISBN 3-412-08896-X)
- (de)Baldur Köster (de): Königsberg. Architektur aus deutscher Zeit. éd. Husum Druck, Husum 2000  (ISBN 3-88042-923-5)
- (de) Jürgen Manthey: Königsberg – Geschichte einer Weltbürgerrepublik. éd. Hanser, Munich 2005  (ISBN 3-446-20619-1)
- (de) Gunnar Strunz: Königsberg entdecken. Zwischen Memel und frischem Haff. éd. Trescher, Berlin 2006  (ISBN 3-89794-071-X)
- (de) Friedrich Wilhelm Schubert: Zur sechshundertjährigen Jubelfeier der Stadt Königsberg: historische Erinnerungen an Königberg's Zustände seit seiner Erbauung, éd. Schubert und Seidel, Königsberg 1855
- (de)Karl Faber (en): Die Haupt- und Residenz-Stadt Königsberg in Preußen, éd. Gräfe 1840
- (de) Fritz Gause: Die Geschichte der Stadt Königsberg in Preussen, Volume 1, éd. Graz, Böhlau, 1965, p.370

## Liens extérieurs
- Article sur le débat au sujet de la reconstruction
- Article au sujet de la reconstruction planifée du Château